# 直巻整流子電動機

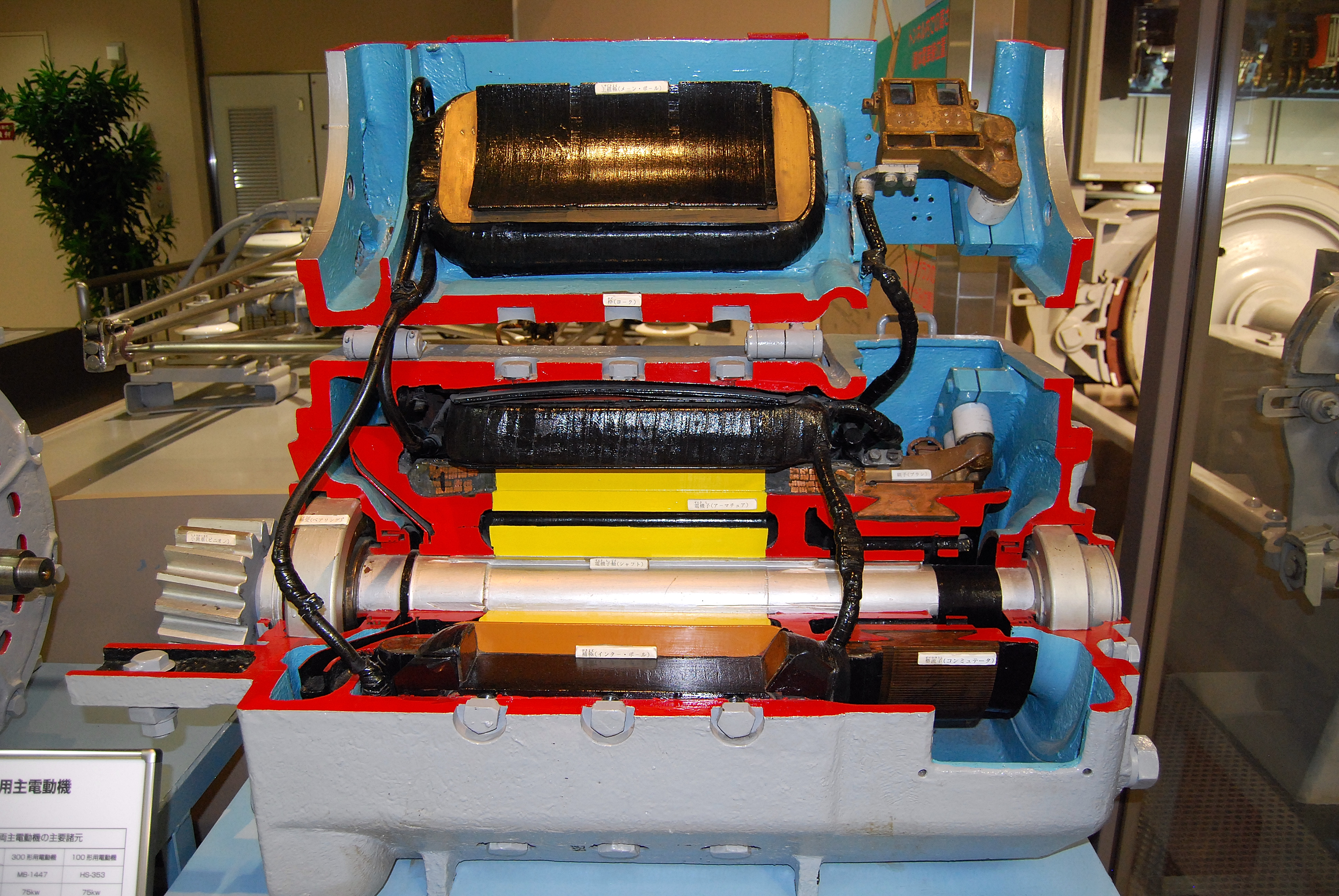
営団地下鉄（現東京メトロ）100形に使用されていた直流整流子電動機

直巻整流子電動機（ちょくまきせいりゅうしでんどうき、あるいはちょっけんせいりゅうしでんどうき）とは電機子巻線と界磁巻線とが直列に接続されている電磁石界磁形整流子電動機である。同じ構造で交流直流両用の交流整流子電動機がある。

## 特徴

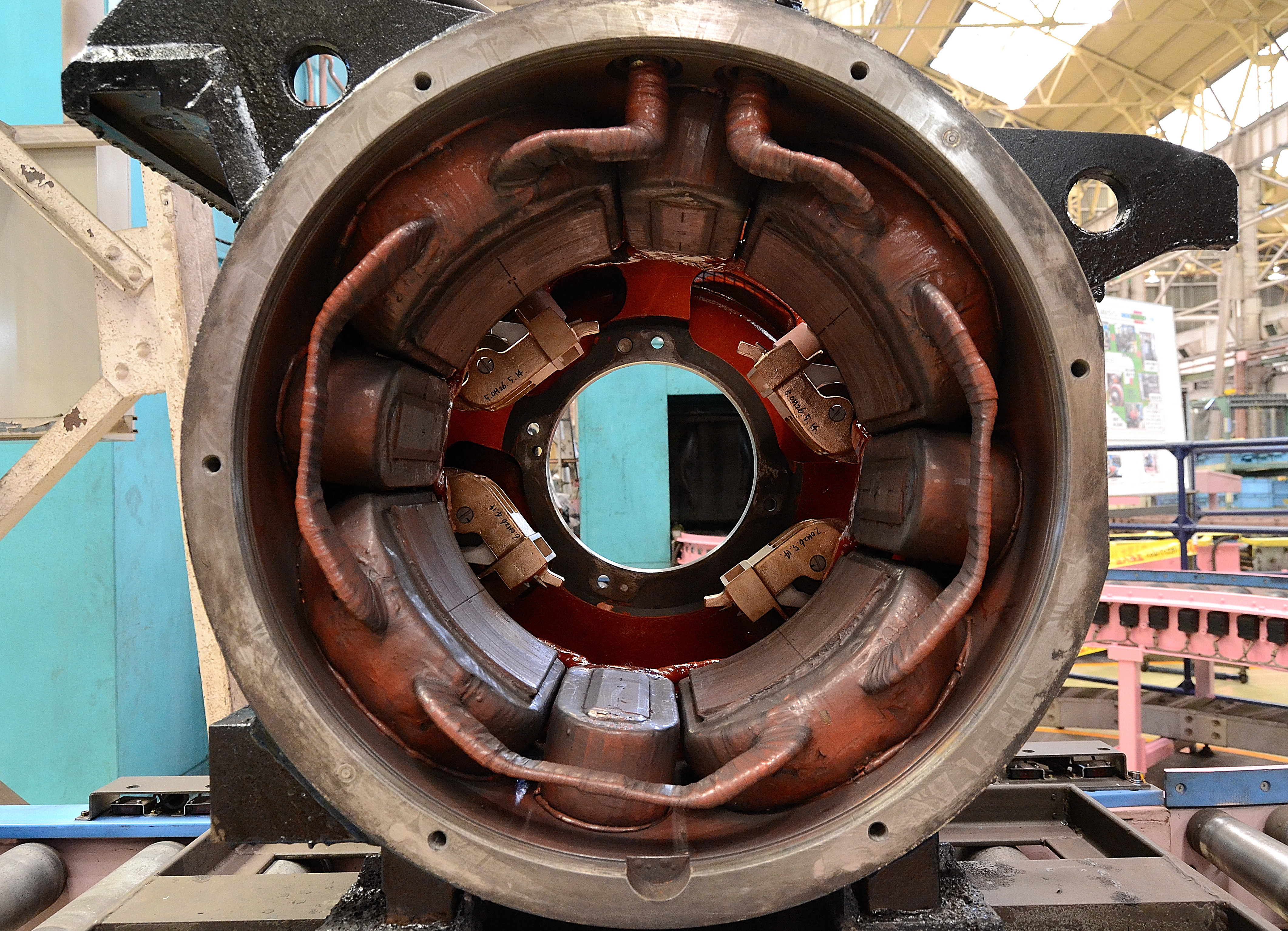
211系、205系で使用されている、MT61形直巻整流子電動機の内部に取付けられた固定子（手前）とブラシホルダ（奥）。ブラシホルダにはブラシが取付けられており、回転子（電機子）の整流子と接触するようになっている。

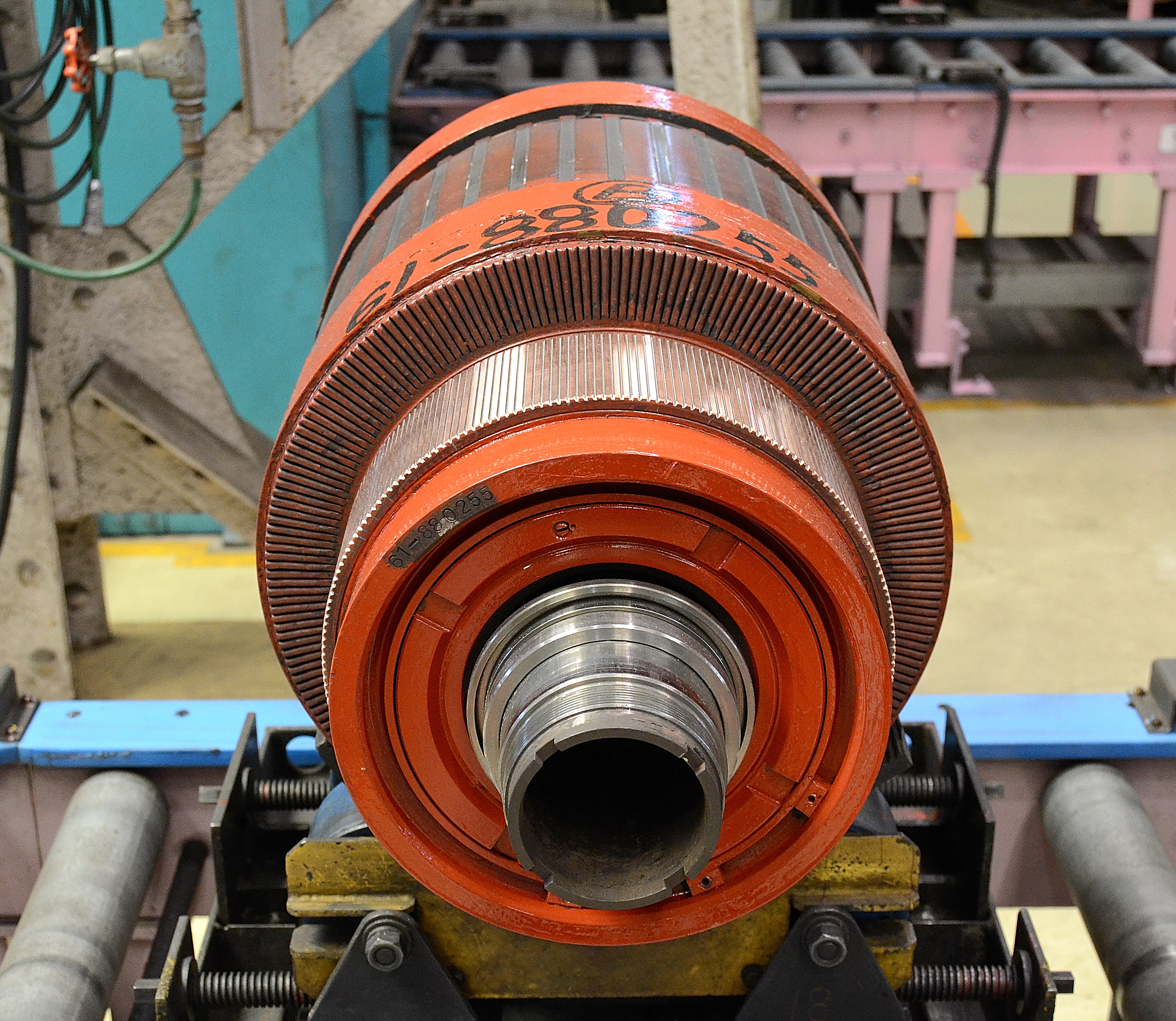
MT61形直巻整流子電動機の回転子（電機子）、手前にあるのは整流子。

外部の固定された界磁コイル（固定子）が、内部の回転する電機子（回転子）と直列に接続されている直流電動機である。始動トルクが大きく取れることと、入力電圧を変えることにより広範囲な回転速度に適応し、電気鉄道の用途に適していることから古くより継続して使用されている。

## 特性
出力特性は、電機子電流と界磁電流とが同じであるため、磁気回路が飽和するまで（磁束密度が頭打ちになるまで）電機子電流の2乗に比例したトルクを発生する。回転数の上昇に伴い逆起電力が発生して電流が減少し、界磁も弱くなるため、トルクが減少し（トルクが回転速度の2乗に反比例する）かつ、電機子電流に反比例するかたちで回転数が増していく。このため広範囲な回転速度範囲をカバーする特性（直巻特性）となり電気鉄道において重用された。しかしこの特性の裏返しとして、無負荷運転の場合、危険な速度（無拘束速度）まで回転数が上昇し、過大遠心力による電動機そのものの破壊に至るため、常に何らかの負荷を付けることが必要である。

### 利点
- 同一定格の直流電動機の中では、分巻電動機や複巻電動機と比べて始動トルクが大きい。
- 無制御で広範な速度範囲に適応できる広い「特性領域」があるため、前項の利点と併せ電気鉄道に適する。

（ただし、分巻電動機を制御して回生制動を含めシームレスに制御する方式もある）

### 欠点
- 無負荷運転を行うと過回転により電動機の破壊に至る場合があるため、無負荷運転になる可能性のある用途には選定しないことや、速度超過時に通電を遮断する安全回路を設置するなどの注意が必要である。
- 負荷変動により速度が大きく変化する特性から、指定の速度で回転することを要求される用途には向かない。

## 速度制御・起動法

### 抵抗制御
許容電流内に抑えて起動させるために、電動機の発電電圧と電源電圧との差を抵抗器に負担させる起動法を「抵抗制御」という。
抵抗値の基準は電源電圧から電動機の発電電圧を引いた値（=閉回路電圧）を許容電流で割った値を全抵抗とする、すなわちその抵抗値から電機子抵抗等を引いた値が起動抵抗となり加速とともに次第にゼロになる。起動時の電動機の軸出力は速度×トルク（界磁の磁気飽和によりほぼ電流比例）に比例する。
抵抗器負担分はすべて熱損失となる。
抵抗制御での抵抗損を減らすため、複数の電動機を直列にして起動し、起動抵抗がゼロになると並列につなぎ変えて、抵抗起動を全電圧まで続ける方式を「直並列制御」と呼ぶ。
直列 - 並列切り替え時に抵抗器と電動機がブリッジ回路を構成して遮断電流をゼロにする切り替え方式を「ブリッジ渡り（橋絡渡り）」と呼ぶ。当初、切替時の衝撃を和らげるために電車で多用されたが、間もなく機関車でも、回路切替時の主電動機の負担を低減する目的で搭載するのが一般的になった。

### 電圧制御
電動機の端子電圧を変化させて速度制御を行う起動法。印加電圧を自由にとれる交流電車・機関車で用いられる。

### 弱界磁制御
直列抵抗ゼロ以降の増速に、界磁磁束（励磁電流）を減らして電機子の回転数を上げる制御を「弱界磁制御」もしくは「弱め界磁制御」と呼ぶ。電動機の発電電圧は界磁による磁束と回転数に比例するので、電圧・電流一定のまま回転数を上げるには磁束を速度に反比例で減じればよい。直巻電動機の抵抗制御では、直巻界磁巻線に流れる電機子巻線電流を抵抗に分流させて磁束を小さくして高速回転を得る。なお界磁分流抵抗の代わりに外部電源を重畳して励磁電流を制御する方法があり、交流電源を得てスイッチング素子（通常、磁気増幅器が使われた）により界磁位相制御を行う方式が戦前期に確立されていた。これを半導体チョッパ回路としたものが界磁添加励磁制御である。制御の詳細はそれぞれの該当項目を参照のこと。
弱界磁制御領域は電流を限界値一定に制御するので「定電力=定出力領域」「トルクが速度に反比例領域」である。特性図で見る限り、弱界磁制御の最小磁束は起動時の67%前後が多いが、鉄道での「弱界磁率」は励磁電流比で定義されていて50% - 33%程度とされている。この値の違いは界磁の磁気飽和により電流を増やしても磁束が増えなくなるためである。また電機子反作用による整流の悪化の問題があるため弱界磁には限度がある。
印加電圧を自由に選べる交流専用電車の場合には弱界磁制御を用いず、供給電圧だけで制御する（後述#交流電化区間専用車での直巻電動機制御の項参照）。結局「弱界磁制御」は直流一定電圧給電で高速回転を得る技術である。

### 電機子チョッパ制御
電機子チョッパ制御は、大電力半導体（主にサイリスタ）でチョッパ回路を構成して、電動機の回転数に見合った電圧を供給して起動する方式。チョッパで断の瞬間は、通電時にコイル（平滑リアクトル）に蓄積したエネルギーを電動機に供給するので起動抵抗損が発生しない。
しかしながら、抵抗損は低速度域しか発生せず、電源が供給する走行エネルギーは速度の2乗に比例するから全体の走行電力消費に対する抵抗損の割合は意外に小さく、高速度領域での回生制動を追求したほうが安価でメリットが大きいという判断から日本の私鉄では複巻電動機を使って起動は抵抗制御、高速度域からの制動で分巻巻線電流を制御して回生制動する界磁チョッパ制御が主流になった。また国鉄においても201系電車の製造においても高価な電機子チョッパ装置がネックとなり抵抗制御を駆逐するには至らず、直巻電動機の界磁電流を逆にして回生制動を実現できる界磁添加励磁制御にシフトした。
地下鉄においては連続制御により力行時のスリップを防ぎつつトンネル内の温度上昇を避ける目的で電機子チョッパ制御が採用される例が少なくない。帝都高速度交通営団と大阪市交通局はそれぞれ6000系電車、大阪市交通局10系電車を開発し、営団はその後も05系5次車まで電機子チョッパ制御車両を製作した。

### 交流電化区間専用車での直巻電動機制御
交流専用車での電動機制御は基本的に電圧制御だが、具体的方法としては、当初交流電気機関車や新幹線0系電車にトランスのタップ切替制御が用いられ、大電力用半導体の実用化で国鉄711系電車に見られるサイリスタ位相制御が加わって回路の簡易化と無段加速が実現された。
交流から整流する場合は供給電圧を自由に設定できるため、速度に反比例してトルクが落ち、軸出力が一定のまま増えず、整流子の整流が悪化する弱界磁制御は行わず、主電動機への印加電圧を上げている。711系では、直流形車両で375 V、120 kW出力で使われているMT54をほぼそのまま、電圧仕様を500 Vに変えて150 kW出力のMT54A (MT54E) としている。この値は最大電流がほぼ同じ=トルクが同じで電圧比例の最高出力となっている。なお、MT54Eは交直両用車の国鉄417系電車にも出力定格120 kWで用いられている。交流専用車である初期の新幹線0系などでも711系同様弱界磁制御は行っていない。